# Sulawesivliegenvanger
De sulawesivliegenvanger (Muscicapa sodhii) is een vogelsoort uit de familie van de Muscicapidae (vliegenvangers). De vogel werd in 1997 ontdekt maar is pas in 2014 uitgebreid beschreven als nieuwe soort. De vogel is vernoemd naar de Indiase hoogleraar wijlen dr. Navjot S. Sodhi (1962–2011) die veel heeft gedaan voor de natuurbescherming in Zuidoost-Azië.

## Kenmerken
Deze vliegenvanger lijkt sterk op de gestreepte vliegenvanger (M. griseisticta) maar verschilt uiterlijk door kortere vleugels, een meer gebogen, kortere en dunnere snavel en kortere staart. Naast deze uiterlijke kenmerken is uitgebreid studie gemaakt van de zang en van het mitochondriaal DNA in vergelijking tot dat van verwante soorten zoals de gestreepte vliegenvanger en de bruine vliegenvanger (M. dauurica).

## Verspreiding en leefgebied
De vliegenvanger is op diverse plaatsen in Noord-, Midden- en Zuid-Sulawesi aangetroffen in loofbos zowel in laagland als tot 1200 m boven de zeespiegel. De soort is endemisch voor het eiland. De vogel werd ook aangetroffen in cacaoplantages, mits daar ook resten van natuurlijk bos in de buurt waren.

## Status
De sulawesivliegenvanger bleek wijd verspreid voor te komen in de bossen van Sulawesi, ook in bos dat sterk was aangetast. Het feit dat de vogel dus betrekkelijk tolerant is voor aantasting van het oorspronkelijke, natuurlijke bos, wijst erop dat hij niet bedreigd wordt met uitsterven. De soort is nog niet geëvalueerd voor de Rode Lijst van de IUCN.